# Marsupium
Een marsupium is een (broed)buidel bij verscheidene diersoorten. Het betekent letterlijk 'kleine zak'.

## Zoetwatermossels
Bij zoetwatermossels wordt een deel van de kieuwen bij vruchtbare vrouwtjes omgevormd tot een soort kieuwzakjes, marsupium geheten. In deze kieuwzakjes ontwikkelen de bevruchte eitjes zich tot typische glochidia-larven.

## Peracarida

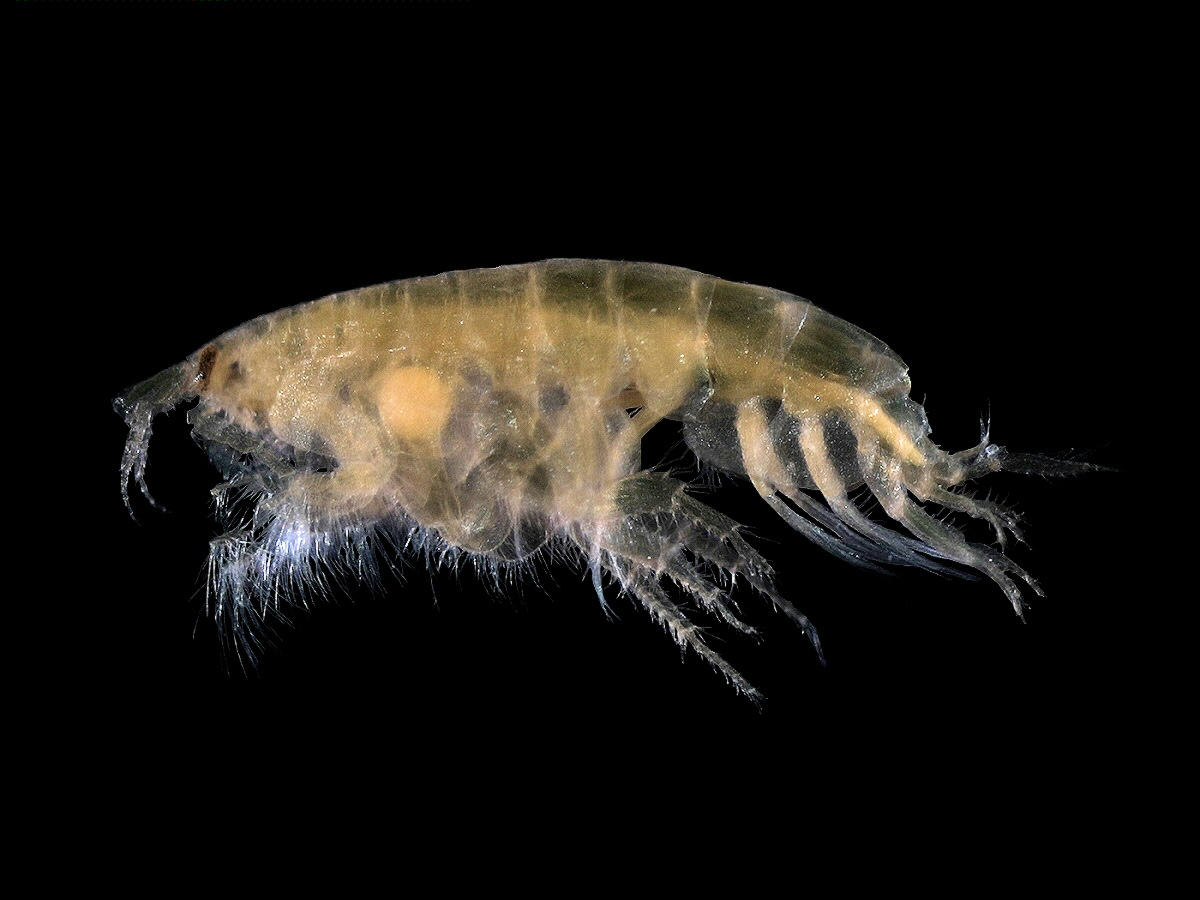
Vlokreeftje (Bathyporeia elegans) met een ei in het marsupium

Bij Peracarida (vlokreeftjes, pissebedden, zeekomma's, naaldkreeftjes en nog enkele kleinere groepen) wordt het marsupium gevormd door de oöstegieten of broedplaatjes. Dit zijn aanhangsels die aangehecht zijn aan de coxae van de voorste pereopoden. Ze vormen een korfje waarin eieren, embryo's en uiteindelijk eventuele manca-larven worden uitgebroed. Mannetjes bezitten geen marsupium.

## Zeenaaldachtigen
Bij de Zeenaaldachtigen (Syngnathiformes), waartoe o.a. het zeepaardje behoort, ontwikkelen de mannetjes een externe broedbuidel. Het wijfje legt haar eieren in dit marsupium en als de dooierzak van de jonge visjes volledig geabsorbeerd is, wordt het nieuwe broed naar buiten geperst. Het zwangere mannetje bevalt dan dus van talrijke kleine juvenielen.

## Buideldieren

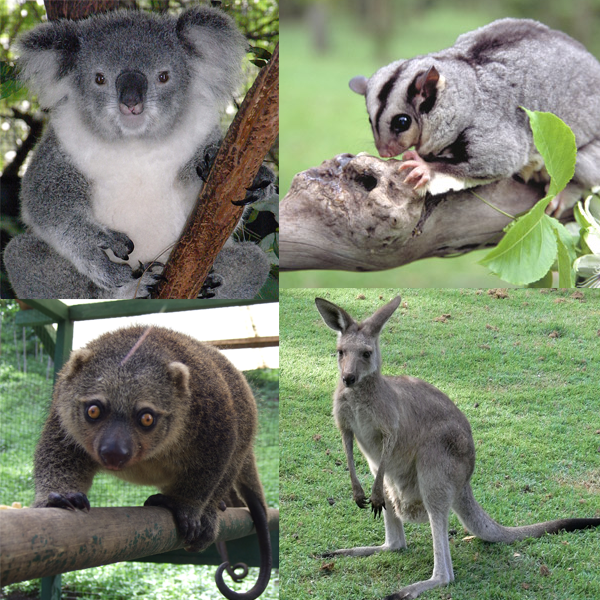
In wijzerzin: koala (Phascolarctos cinereus), suikereekhoorn (Petaurus gracilis), grijze reuzenkangoeroe (Macropus giganteus) en beerkoeskoes (Ailurops ursinus)

Buideldieren (Metatheria) (oudere naam: Marsupialia) zijn een infraklasse van zoogdieren die hun groepsnaam danken aan het bezit van een buidel. In de buidel, die soms slechts uit een huidplooi bestaat, bevinden zich de melkklieren en ze wordt ondersteund door twee buidelbeenderen.

Bij gravende buideldieren is de opening meestal naar achteren gericht, bij kangoeroes en klimmende soorten naar voren.